# 黃勝家族
黃勝家族，是開埠早期的香港望族之一。始興於1840年代，家族於香港開埠已到港生活

，香港百多年來的發展作見證。

## 家族特色
家族中之各種特色：
- 早年從商，在香港透過買賣土地致富，是香港早期的華商[1][2]。
- 出任多項公職及議員工作
- 子女接受西式教育
- 從事印刷及翻譯工作，啟蒙洋務運動，辛亥革命

## 興起方法
家族中各人之興起歷程：
- 黃勝的興起歷程：香港學者、傳媒工作者、商人及政治家
- 黃詠商的興起歷程：參與創立興中會

## 家族成員
黃勝家族的家族成員：
- 黃勝
  - 黃玉卿＝韋寶珊
    - Wei Wing-hon
    - Wei Wing-lok
    - Wei Wing-sum
    - Wei Wing-chak
    - Wei Wing-cheong
    - 另有二女

  - 黃詠青
  - 黃詠商
    - 黃慶修

  - 黃詠仁
  - 黃詠義
  - 黃詠德

## 注譯
1. 1 2  劉智鵬. . 香港: 中華書局(香港)有限公司. 2011年7月.
2. 1 2  劉智鵬. . 香港: 中華書局(香港)有限公司. 2013年5月.